# هتل شوالیه
هتل شوالیه (انگلیسی: Hotel Chevalier) فیلمی کوتاه به نویسندگی و کارگردانی وس اندرسن است که در سال ۲۰۰۷ منتشر شد. بازیگران آن جیسون شوارتزمن و ناتالی پورتمن هستند و در آن نقش معشوقه‌های سابقی را ایفا می‌کنند که در اتاق هتلی در پاریس با همدیگر ملاقات می‌کنند. این فیلم ۱۳ دقیقه‌ای دیباچه‌ای از فیلم بلند اندرسن به نام دارجلینگ محدود (۲۰۰۷) است. محل فیلم‌برداری آن هتلی در پاریس بود و توسط تیم جمع‌وجوری تکمیل شد. اندرسن خودش بودجهٔ فیلم را تامین کرد و در ابتدا قصد داشت اثری مستقل باشد. اولین نمایش آن در ۲ سپتامبر ۲۰۰۷ در افتتاحیهٔ فیلم بلند در جشنواره فیلم ونیز بود و در اواخر همان ماه، نمایشِ اولِ مستقل خود را در فروشگاه‌های اپلِ چهار شهر ایالات متحده داشت. 
این فیلم روز بعد از نمایشِ اول، به مدت یک ماه به صورت رایگان از آی‌تیونز استور در دسترس قرار گرفت و در این مدت بیش از ۵۰۰٬۰۰۰ بار دانلود شد. این فیلم مورد تحسین منتقدان قرار گرفت و آن را در مقایسه با دارجلینگ محدود، بهتر می‌دانستند و غنا، اندوه و ساختار دقیق آن را ستایش کردند.

## داستان
در لابی یک هتل، راهنمای هتل به تماس تلفنی از اتاق مهمان پاسخ می‌دهد. جک (جیسون شوارتزمن) با لباس حمام زردرنگ روی تخت هتل دراز کشیده‌است و فیلم آمریکایی جنگی سیاه و سفید بازداشتگاه شماره ۱۷ را تماشا می‌کند و روزنامه می‌خواند. پس از سفارش سرویس اتاق به راهنمای هتل به زبان فرانسوی دست و پا شکسته، او از رت، دوست‌دختر سابقش، تماسی دریافت می‌کند. رت می‌گوید که می‌خواهد از فرودگاه به آن‌جا بیاید و شماره اتاقش را می‌پرسد. جک به او نگفته که اجازه دارد بیاید و به همین دلیل گلایه‌مند است اما با این حال، قبول می‌کند. جک سپس با عجله تلاش می‌کند اتاق را مرتب کند؛ مکثی می‌کند تا آهنگ «کجا می‌روی؟ (عشق من)» (پیتر سارسید) را در سیستم استریوی خود پخش کند و حمام را آماده می‌کند.
جک دوباره روی تخت دراز کشیده‌است، این بار با کت و شلوار خاکستری. صدای در را می‌شنود، آهنگ را دوباره پخش می‌کند و در را به روی رت (ناتالی پورتمن) باز می‌کند. پس از چند ثانیه خیره شدن به جک، رت سکوت را می‌شکند و می‌پرسد چه موزیکی در حال پخش است. جوابی دریافت نمی‌کند، وارد اتاق می‌شود و یک دسته گل به جک می‌دهد. رت قصد دارد لب جک را ببوسد ولی او سرش را می‌گرداند و آن دو یکدیگر را در آغوش می‌گیرند. جک در را می‌بندد و می‌پرسد چگونه او را پیدا کرده‌است؛ رت پاسخ می‌دهد «اونقدرا هم سخت نبود اصلا». رت در اطراف اتاق حرکت می‌کند و در میان اموال جک چرخی می‌زند، دندان‌هایش را با مسواک جک تمیز می‌کند اما به حمام، که جک آن را آماده کرده‌است، نمی‌رود.
رت به اتاق خواب برمی‌گردد، رو به روی جک می‌ایستد و می‌پرسد «چه کوفتی شده؟» جک با حرکت سر او را دعوت به تخت خواب می‌کند و پس از امتناعِ رت، آشکار می‌کند که «بیش از یک ماه» است که در هتل زندگی می‌کند و او را ترک کرده تا رابطه‌شان را پایان دهد. آنها روی تخت دراز می‌کشند و به یکدیگر نگاه می‌کنند، سرویس اتاق از راه می‌رسد، وقفه‌ای در کارشان می‌اندازد. دوباره که تنها می‌شوند، همدیگر را می‌بوسند و جک شروع به درآوردن لباس‌های رت می‌کند. آن دو چند جمله ناخوشایند دربارهٔ اینکه آیا با دیگران خوابیده‌اند، رد و بدل می‌کنند؛ جک پس از درآوردن بیشتر لباس‌های رت، متوجه کبودی روی بازوی او می‌شود، رت جوابی دراین باره نمی‌دهد. روی جک دراز می‌کشد و می‌گوید که نمی‌خواهد دوستیِ او را از دست دهد، دوستش دارد و هرگز نمی‌خواهد آسیبی به او بزند. جک به سردی پاسخ می‌دهد «هرگز دوستش نخواهد بود» ولی وقتی رت در آغوشش می‌گیرد، او نیز در بغل می‌گیردش. «کجا می‌روی؟ (عشق من)» دوباره پخش می‌شود و جک به رت پیشنهاد می‌دهد که منظره پاریس را نشانش دهد.
رت به گنجه تکیه زده‌است، جک به او نزدیک می‌شود و بدن برهنه‌اش را با لباس حمام زردرنگ می‌پوشاند؛ هر دو به سوی پنجره می‌روند. وارد بالکن می‌شوند، جک خلال دندانی از جیبش درمی‌آورد و به رت می‌دهد؛ سری به بالا تکان می‌دهد که رت هم همین کار را انجام می‌دهد. چند ثانیه‌ای به بیرون نگاه می‌کنند، رت دستش را به نرمی بر گردن جک می‌گذارد و به درون برمی‌گردند.

## بازیگران
- جیسون شوارتزمن در نقش جک ویتمن
- ناتالی پورتمن در نقش رت

## پس‌زمینه و تولید

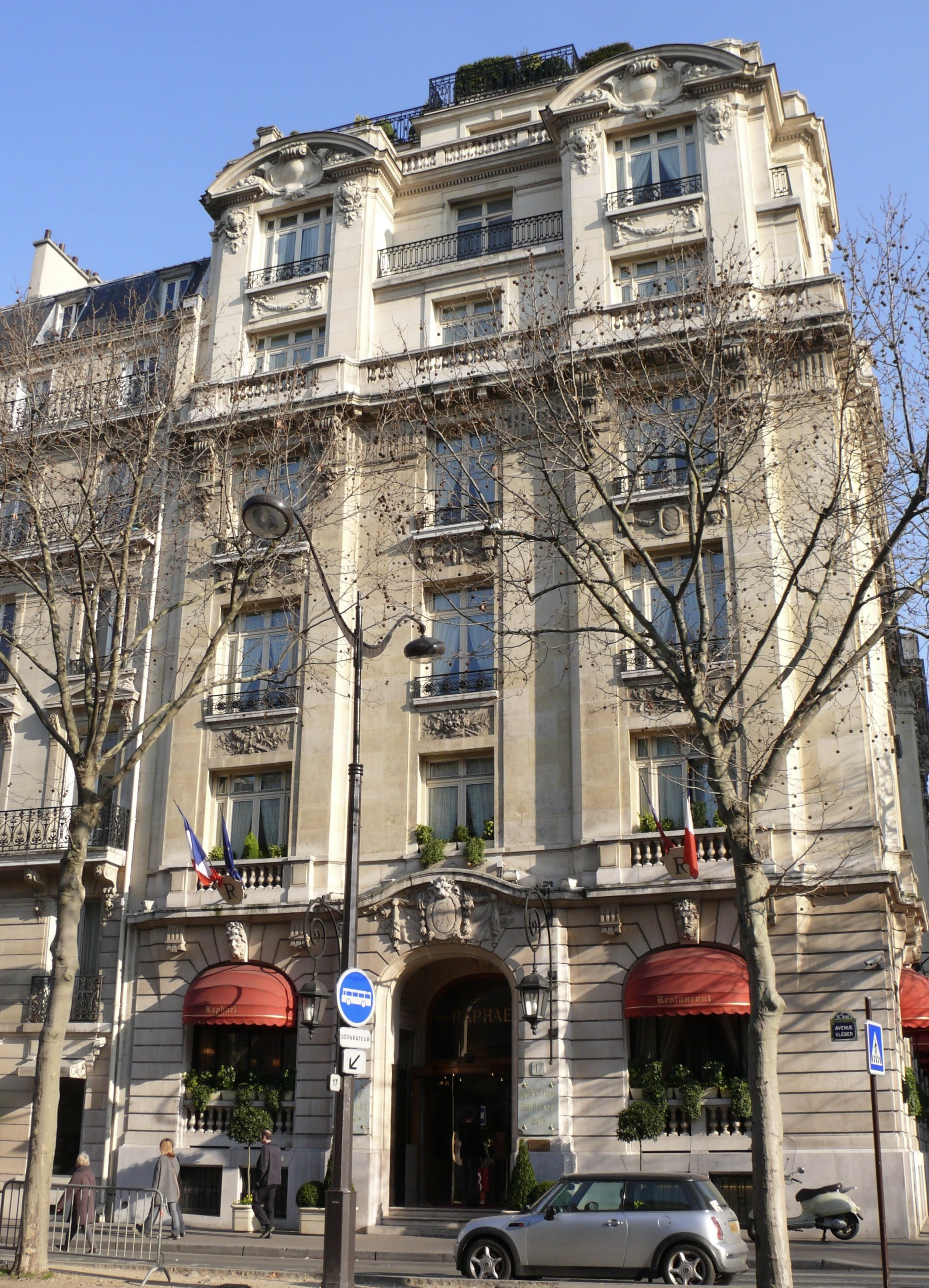
هتل رافائل در پاریس که از آن به عنوان هتل شوالیه در فیلم استفاده شد و همه صحنه‌ها در آن فیلمبرداری شد.

وس اندرسن برای اولین بار در سال ۲۰۰۵، در مورد هتل شوالیه به سراغ شوارتزمن و پورتمن رفت. شوارتزمن و اندرسن پیش از آن با یکدیگر در راشمور (۱۹۹۸) (دومین فیلم بلند کالتِ اندرسون) کار کرده بودند و در ماه‌های منتهی به شروع فیلمبرداری با هم در آپارتمان شوارتزمن در پاریس زندگی می‌کردند. پس از آن‌که کارگردان ایمیل پورتمن را از اسکات رودین، تهیه‌کننده اجرایی نزدیک‌تر (۲۰۰۴)، به دست آورد، با او وارد مذاکره شد. بازیگران بدون دریافت دستمزد کار کردند و اندرسون سایر هزینه‌های تولید را خودش تامین کرد.
فیلمبرداری در هتل رافائل پاریس، در خیابان کلبر، در نزدیکی طاق پیروزی انجام شد. پیش از آن فیلم‌های عشق در پاریس (۱۹۹۶) و میدان واندوم (۱۹۹۸) نیز در آن‌جا فیلمبرداری شده بود. این فیلم را گروهی ۱۵ نفره با استفاده از دوربین پاناویژن فیلمبرداری کردند و وسائل صحنه‌اش از آپارتمان اندرسون تهیه شد. فیلمبرداری دو روز و نیم و تدوین آن (با کامپیوتر اندرسون) یک هفته طول کشید. با وجودی که از لباس‌خانه طراح مد معتبری مانند مارک جیکوبز و چمدان دست‌سازی از لویی ویتون استفاده شده بود، کارگردان تولید فیلم را «مثل ساختن یک فیلم دانشجویی» توصیف کرد.
اندرسون در ابتدا قصد داشت که آن را به عنوان یک فیلم کوتاه مستقل بسازد اما اندکی قبل از شروع فیلمبرداری، متوجه شد که جک (شوارتزمن) شباهت زیادی به یکی از قهرمانان فیلم بلندی دارد که در آن زمان مشغول نوشتنش بود. تولید آن فیلم، دارجلینگ محدود، یک سال بعد آغاز شد. هتل شوالیه دو هفته پیش از آن‌که جک برای سفری به هند به دو برادر بزرگترش در دارجلینگ محدود بپیوندد، اتفاق می‌افتد. جک در خاتمه فیلم بلند، گفتگوی شخصیت‌ها در پایان هتل شوالیه را در قالب گزیده‌ای از داستان کوتاهی که نوشته‌است، برای برادرانش بازگو می‌کند. رت (پورتمن) نقش کوتاهی در فیلم بلند دارد. سرچلایت پیکچرز، استودیویی که دارجلینگ محدود را پشتیبانی کرد تا زمان ساخته شدن فیلم بلند از فیلم کوتاه بی‌خبر بود و اعلام کرد که هیچ علاقه مالی به آن ندارد.

## پخش
وقتی کار تمام شد، نمی‌خواستم فیلم کوتاه را درون فیلم بلند بگذارم. اما نمی‌توانستم تصمیم بگیرم که چگونه می‌خواهم پیش برود. می‌خواستم پیش از فیلم بلند نمایشش دهم، ولی نه همیشه. گاهی اوقات ترجیح می‌دادم فیلم بلند را بدون آن ببینم. برایم پازلی شد. در نهایت تصمیم گرفتم که می‌خواهم در آمریکا فیلم بلند را بدون آن به نمایش گذارم ولی می‌خواهم اگر کسی خواست آن را اول ببیند، دسترسی به آن داشته باشد.

—وس اندرسون، اکتبر ۲۰۰۷
هتل شوالیه، دوم سپتامبر ۲۰۰۷، به عنوان بخشی از یک برنامه در اولین نمایش جهانی دارجلینگ محدود در شصت‌وچهارمین جشنواره بین‌المللی ونیز، به نمایش درآمد. این فیلم کوتاه، در ۲۵ سپتامبر اولین نمایش خود را در فروشگاه‌های اپل در نیویورک، شیکاگو، سن فرانسیسکو و سانتا مونیکا، کالیفورنیا داشت. اندرسون، شوارتزمن و پورتمن در اکران نیویورک، در سوهو حضور داشتند و پس از آن جلسه پرسش‌وپاسخی با حضار برگزار کردند. روز بعد، فیلم کوتاه برای دانلود رایگان از آی‌تیونز استور اپل در دسترس قرار گرفت. در ۲۸ سپتامبر ۲۰۰۷، در شب افتتاحیه جشنواره فیلم نیویورک، پیش از فیلم بلند به نمایش درآمد. در بیانیه مطبوعاتی که پیش از نمایش منتشر شد، هتل شوالیه به عنوان «قطعه آخر کوتاهی برای یک عاشقانه شوم و پیش‌درآمد دارجلینگ محدود» توصیف شد.
این فیلم پس از یک ماه دسترسی در آی‌تیونز، از دسترس خارج شد. ستون‌نویس یواس‌ای تودی آن را به عنوان دسر مجانی سرآشپز رد کرد و نوشت «مقدر شده بود یک پاورقی صرف باشد». در این دوره بیش از ۵۰۰٬۰۰۰ بار دانلود شد و مورد تحسین گسترده قرار گرفت. پس از پایان یافتن دسترسی در آی‌تیونز، به عنوان پیش‌درآمد فیلم بلند در سینماها به نمایش درآمد. نیویورک تایمز در اکتبر ۲۰۰۷ گزارش داد که توزیع‌کننده آن سرچلایت پیکچرز قصد دارد هتل شوالیه را برای جایزه اسکار بهترین فیلم کوتاه نامزد کند، اما این فیلم در میان نامزدان آن سال قرار نگرفت.

## بازخورد
هتل شوالیه یکی از مورد بحث‌ترین فیلم‌های کوتاه سال بود و تحسین منتقدان زیادی را جلب کرد که  آن را در مقایسه با دارجلینگ محدود بهتر می‌دانستند. گری ساسمن، منتقد انترتینمنت ویکلی آن را «داستان کوتاهی عالی که دربارهٔ دو شخصیت آن خیلی چیزی نمی‌دانیم ولی دقیقاً به همان میزان که باید آن‌ها را می‌شناسیم» توصیف کرد و ادامه داد «شوالیه شیوه کار اندرسون را در قالب مرسومش، جعبه جواهرات/خانه عروسکی نشان می‌دهد ولی فرم و طول آن در اینجا با هم جور درمی‌آیند.» آرموند وایت، منتقد نیویورک پرس آن را «تأثیرگذار و حقیقتاً جدید» ارزیابی و به «اندوه دختر گم‌گشته» در آن اشاره کرد. این فیلم توجه عده‌ای را به خاطر صحنه کوتاه و تقریباً برهنه پورتمن و بدن کبود او به خود جلب کرد. پورتمن از این تمرکز نابه‌جا ابراز ناامیدی کرد و گفت «واقعاً افسرده‌ام می‌کند که نصف هر انتقادی … دربارهٔ برهنگی بود.» این ماجرا پورتمن را به بازنگری در درستی این بخش از اجرایش واداشت و پس از آن قول داد که برهنه در فیلمی ظاهر نشود.
گرچه دارجلینگ محدود در کل نقدهای مثبتی دریافت کرد — ۶۸ درصد نظرات در سایت راتن تومیتوز مثبت بود — با این حال بسیاری از طرفداران هتل شوالیه تحسینِ آن را با گوشه‌زدن به دارجلینگ محدود همراه می‌کردند. منتقد مجله تایم، ریچارد کورلیس، بازی پورتمن در نقش رت را تحسین کرد و او را «بازیگر کمیک در حال شکوفایی» در «وینیِتی فریبنده» دانست و ابراز کرد که آرزو داشت نقش او در دارجلینگ محدود بیشتر باشد. دربارهٔ فیلم بلند، نظر او این بود که «فاقد احساس و هوشمندی فیلم کوتاه» است. استفانی زاکارک منتقد سلان با این نظر موافق بود و اظهار داشت که «داستان ناگفته هتل شوالیه ده برابر جالب‌تر و بی‌نهایت غنی‌تر از داستانی است در دارجلینگ محدود به‌طور کامل بیان شد» و فیلم کوتاه را «بسیار نزدیک به کامل» نامید. دنی لی، ستون‌نویس گاردین استقبال بی‌اشتیاق از فیلم بلند را در میان بلاگرها و منتقدان با «شوق حقیقی» از «روایت کاملا سنجیده» هتل شوالیه مقایسه کرد. نظر وی این بود که محدودیت‌های قالب فیلم کوتاه برای اندرسون مناسب بوده است؛ طنز بی‌حالت او، طراحی صحنه خاصِ فرد و انتخاب موسیقی متن در اثر بلند مستعد این هستند که حوصله تماشاگر را سر ببرند. ای.او. اسکات منتقد نیویورک تایمز، هتل شوالیه را «گوهری کوچک» در مقایسه با «چمدان پرشده» فیلم بلند دانست و چنین نوشت که «ارزش دیدن دارد نه فقط به این دلیل که بخشی از داستان برادران ویتمن را بیان می‌کند بلکه به این دلیل که به خودی خود، عصاره کاملی از استعداد آزاردهنده و جذاب آقای اندرسون، اسرارآمیز، تاثیرگذار و گزنده است.»

## واژگان
1. ↑  Where Do You Go To (My Lovely)?
2. ↑  Peter Sarstedt
3. ↑  Hôtel Raphael
4. ↑  Avenue Kléber
5. ↑  Place Vendôme